# Bąk (fizyka)

Bąk – bryła sztywna mająca możliwość obrotu wokół dowolnej osi stykającej lub ślizgającej się po powierzchni, mogąca wirować wokół środka masy (to nie jest konieczny warunek – środek masy może znajdować się poza osią rotacji), na którą działa moment sił dążący do zmiany kierunku osi obrotu, w wyniku czego ciało wykonuje ruch precesyjny. Bąk jest rodzajem żyroskopu.
Unieruchomienie tylko jednego punktu bryły można zrealizować np. przez podparcie punktowe. Przykładem swobodnej bryły wirującej wokół środka masy jest Ziemia, na którą działają siły zewnętrzne i powodują bardzo powolną precesję z okresem około 26 000 lat.
Nazwa bąk została zaczerpnięta od bąka-zabawki.
Mechanika teoretyczna wprowadza dwa modele bąka: bąk swobodny i bąk ciężki. W pierwszym przykładzie suma sił zewnętrznych działających na bryłę jest równa zeru, zaś w drugim działa nierównoważona siła zewnętrzna. Bąk swobodny wykonuje ruch dookoła najdłuższej z osi elipsoidy momentu bezwładności, zaś oś obrotu bąka ciężkiego systematyczne zwiększa i zmniejsza nachylenie osi obrotu do podstawy, na której się znajduje, dodatkowo wykonując ruch precesyjny.